# Айдън Мохамед
Айдън Несиб Мохамед е български ислямски духовник, районен мюфтия на Благоевградското мюфтийство от 2001 до 2021 година.

## Биография
Айдън Мохамед е роден на 4 март 1975 година в неврокопското помашко село Рибново. Завършва основно образование в родното си село, а средно завършва в 1994 година в Средното ислямско училище Иса бег медресе в Скопие. След военната си служба е назначен за имам на доспатското село Късак. Айдън Мохамед завършва задочно Висшия ислямски институт в 2002 година, а в 2007 година завършва семестриално магистратура в Югозападния университет „Неофит Рилски“.
Избран е за районен мюфтия на Благоевградското мюфтийство със седалище в град Гоце Делчев в 2001 година и по време на мандата му е построена административна сграда на мюфтийството, а също така са организирани курсове по изучаване на Корана. На 29 ноември 2003 година е преизбран за районен мюфтия на Благоевградското мюфтийство и отново на 20 май 2008, 16 май 2011 и 21 март 2016 година.
През март 2021 година подава оставка и на негово място за временно-изпълняващ длъжността е назначен Ибрахим Мутаджиков - бивш секретар на Районното мюфтийство.